# Луг (Дервента)
Луг (серб. Луг) — населенный пункт (деревня) в общине Дервента, который принадлежит энтитету Республике Сербской, Босния и Герцеговина. По результатам югославской переписи населения 1991 года в Луге проживало 1254 человека.

## Население
В населении деревни преобладают сербы, значительна доля хорватского населения.
| 1961                           | 1971 | 1981 | 1991 | - | - | - |
| ------------------------------ | ---- | ---- | ---- | - | - | - |
| 519                            | 651  | 866  | 1254 | - | - | - |
| Гистограмма динамики населения |      |      |      |   |   |   |

### Национальный состав
1991 год:
- Сербы — 661 человек (52,71 %)
- Хорваты — 410 человек (32,69 %)
- Югославы — 121 человек (9,64 %)
- Мусульмане — 0 человек (0,00 %)
- Другие — 62 человека (4,94 %)